# Урош Елезовић
Урош Елезовић (Бања Лука, 28. јануар 1982) српски је бивши рукометаш. Играо је на позицији левог бека, а тренутно је тренер Југовића.

## Каријера
Рођен је 28. јануара 1982. године у Бања Луци. У репрезентацији Србије је дебитовао 2015. са 33 године. Са Војводином је освојио 3 првенства, 1 куп и 3 суперкупа Србије.

## Приватни живот
Његов отац Јовица је бивши југословенски рукометаш и тренер.

## Успеси
- Кадетен Шафхаузен: 
  - Првенство Швајцарске (1): 2011/12.
- Војводина:
  - Првенство Србије (3): 2012/13, 2013/14, 2014/15.
  - Куп Србије (1): 2014/15.
  - Суперкуп Србије (3): 2013, 2014, 2016.